# Гарцено
Гарцено, Ґарцено (італ. Garzeno) — муніципалітет в Італії, у регіоні Ломбардія, провінція Комо.
Гарцено розташоване на відстані близько 540 км на північний захід від Рима, 75 км на північ від Мілана, 38 км на північ від Комо.
Населення — 811 осіб (2014).

## Демографія
Населення за роками:

Станом на 1 січня 2023 року в муніципалітеті офіційно проживало 20 іноземців з 11 країн, серед них 10 громадян країн Євросоюзу та 2 громадяни України.

## Сусідні муніципалітети
- Консільйо-ді-Румо
- Кремія
- Кузіно
- Донго
- Джермазіно
- Грандола-ед-Уніті
- П'янелло-дель-Ларіо
- Плезіо
- Сант'Антоніо
- Сан-Бартоломео-Валь-Каварнья
- Сан-Наццаро-Валь-Каварнья